# A Contra Vent Editors
A Contra Vent Editors és una editorial fundada per Quim Torra l'any 2008, amb la intenció de fer-ne un referent del periodisme literari català –recuperant els clàssics de les hemeroteques– i de l'humor, encara que també publica obres de periodistes contemporanis. És considerada una de les petites editorials independents significatives en l'àmbit de parla catalana.
Distribueix els seus llibres arreu dels Països Catalans. Compta amb diverses col·leccions, segons la temàtica: Abans d'ara, Temps present, Vela de ganivet, Latitud Nord, Cadaqués. En el fons de l'editorial hi ha publicades, entre d'altres, obres (originals o recuperades d'hemeroteca) de Pau Casals, Josep Trueta i Raspall, Carles Sindreu, Enric Vila, Salvador Sostres, Abel Cutillas, Hèctor López Bofill, Ferran Sáez Mateu i Joan Safont. El 2013 va publicar un recull amb articles de Joaquim Amat-Piniella, publicats entre 1930 i 1937 al diari manresenc El Dia. El 2013 va engegar una campanya de micromecenatge amb Xarxa de Mots per a reeditar Els darrers dies de la Catalunya republicana, d'Antoni Rovira i Virgili.
L'empresa es va fundar el 2008 a Barcelona. La primera publicació fou un assaig sobre el periodisme de Just Cabot i un altre sobre Josep Pla. Després d'uns anys d'activitat, l'editor Quim Torra va aparcar el projecte a la fi del 2013, quan li van oferir dirigir el llavors anomenat Born Centre Cultural coincidint amb els actes del tricentenari de la Guerra de Successió. L'empresa va reprendre l'activitat el 2016, amb un assaig de Ferran Sáez Mateu titulat Estranya forma de vida.